# Adiantum fragiliforme
Adiantum fragiliforme är en kantbräkenväxtart som beskrevs av Carl Frederik Albert Christensen. Adiantum fragiliforme ingår i släktet Adiantum och familjen Pteridaceae. Inga underarter finns listade.